# Tata Guines
Tata Güines (geboren als Federico Aristides Soto y Alejoà) (30 juni 1930 - 4 februari 2008) was een Cubaanse percussionist op de conga's en componist. Hij was belangrijk in de eerste generatie van de Afro-Cubaanse jazz.
Güines werd geboren in Güines, een arme stad ten oosten van Havana in de provincie Matanzas in Cuba. Hij maakte zijn eerste trommels van melkpakken. Hij werd beroemd door het bespelen van de conga, een smalle trommel, naar Cuba gebracht door Afrikaanse slaven uit het Congo-gebied. In de jaren vijftig werkte hij met Cubaanse topmuzikanten zoals Arsenio Rodriguez, Chano Pozo, Bebo Valdés en Israel Lopez. In de late jaren vijftig formeerde hij een band met de pianist Frank Emilio Flynn, genaamd Quinteto Instrumental de Musica Moderna, later bekend geworden als Los Amigos.
Güines verhuisde naar New York in 1957, en speelde daar met grote jazzartiesten zoals Dizzy Gillespie, Maynard Ferguson, en Miles Davis op Birdland. Als percussionist trad hij op met Josephine Baker en Frank Sinatra. Hij keerde terug naar Cuba in 1959 nadat Fidel Castro aan de macht kwam. Hij hielp mee de Cubaanse Revolutie te financieren van zijn verdiensten als muzikant.
Gedurende enige tijd waren instrumentalisten niet populair bij het Cubaanse publiek, en zijn populariteit nam af. Hij werd weer populair in 1979 met zijn werk in de Estrellas de Areito-sessies, opnamen voor Egrem, de Cubaanse staats-platenmaatschappij, die de oude descarga-stijl weer tot leven bracht. In de jaren negentig werd hij beschouwd als een oude meester en toerde hij regelmatig. Hij maakte opnamen met de jonge congaspeler Anga Diaz, op de plaat "Pasaporte" (1995), die de prijs voor het Egrem album van het jaar won, het equivalent van een Grammy Award in Cuba. En in 2004 speelde hij de conga's op het Latin Grammy-winnende "Lagrimas Negras" ("Black Tears") met pianist Bebo Valdés en Spaanse Flamenco zanger Diego El Cigala. Hij werkte met andere jonge groepen en nam “Chamalongo” op met de Canadese saxofonist Jane Bunnett, en hij speelde op de titel track van Bebo Valdés en Diego el Cigala’s populaire album, Lágrimas Negras uit 2003.